# Batalla d'Al-Fule
La batalla d'Al-Fule (per als croats La Fève, en llatí Castrum Fabe), forma part d'un seguit d'enfrontaments armats entre l'exèrcit del Regne de Jerusalem, comandat per Guiu de Lusignan i l'exèrcit de l'imperi aiúbida, comandat per Saladí, que es mantingueren durant més d'una setmana entre el setembre i l'octubre del 1183. La batalla final es produí el 6 d'octubre, quan Saladí decidí abandonar.

## Context
El maig del 1182, Saladí envaí el Regne de Jerusalem, per la ruta d'Elat, passant per Transjordània i Galilea. Durant l'estiu, les tropes del rei Balduí IV de Jerusalem li oferiren resistència amb èxit en la batalla del castell de Belvoir; però els territoris dels croats, quedaren en un estat precari amb les incursions efectuades pels sarraïns. Al setembre del 1183, Balduí IV, ja no podia assumir les funcions com a monarca a causa de la seva malaltia, la lepra. Guiu de Lusignan, que s'havia casat amb la germana del rei, Sibil·la, el 1180, fou nomenat regent del petit Balduí V.

## Campanya setembre-octubre del 1183
El 24 d'agost del 1183, Saladí tornà a Damasc, havent conquerit Alep, mentre una altra part del seu exèrcit havia efectuat noves conquestes a Mesopotàmia que integraria al seu imperi. Al setembre engegà una campanya d'invasió per conquerir totalment el Regne de Jerusalem. En travessar el riu Jordà, la host aiúbida arrasà la ciutat abandonada de Baisan. Continuant cap a l'oest, remuntant per la vall de Jizreel, Saladí establí el seu campament a prop d'unes deus que hi havia a uns 8 km al sud-est d'Al-Fule. Al mateix temps, el cap dels musulmans envià nombroses tropes a assolar la rodalia efectuant tant de mal en les propietats com fos possible. Destruïren les viles de Jenin i Afrabala, atacaren el monestir del Mont Tabor i acabaren amb el contingent cristià de Kerak.
Guiu de Lusignan aplegà un exèrcit de croats a Seforis i envià uns guaites a cercar informació sobre la ruta de l'invasor. Quan els exploradors tornaren, decidí instal·lar el seu campament a prop del petit castell de La Fève (Al-Fule). Al seu exèrcit s'havien afegit voluntaris que havien arribat a Terra Santa com a pelegrins i també navegants italians, en total feien un grup d'uns 1.300 a 1.500 cavallers, 1.500 turcoples i més de 15.000 en infanteria. Es deia que era l'exèrcit més nombrós aplegat fins al moment per defensar els estats llatins.

## Batalla
L'exèrcit croat avançava cap als punts on sabien que trobarien aigua, a Ain Jalut (el mateix lloc on els musulmans tindrien una decisiva victòria sobre els mongols, el 1260) i a Tubania (Ain Tuba'un). La formació exacta no s'ha pogut reconstruir, tan sols se sap que els llancers de la infanteria i els arquers mantingueren els arquers a cavall del bàndol musulmà a distància mentre la cavalleria dels croats llançaven càrregues contra els que gosaven aproximar-se. Els cronistes musulmans narren com els mamelucs de Saladí, comandats per Jorduk an-Nuri i Jawili hagueren de superar un inesperat atac per part dels croats, però cercaren refugi en la base de la muntanya, on es feren forts i els croats s'hagueren de retirar. Com havia passat en la Xaizar el 1111 i a Belvoir el 1182 no va arribar a haver un enfrontament obert, sinó que fou una tàctica de desgast, amb atacs perpretats en diverses ocasions seguits de retirades.
Incapaços d'aturar els croats o de provocar una batalla oberta, Saladí traslladà el seu exèrcit des de la zona del naixement dels torrents, cap a la part baixa del curs d'aigua. L'exèrcit croat acampà llavors a la vora de les deus i romangué passiu durant vuit dies, evitant entrar en batalla. Els sarraïns provaren d'incitar els croats en combat, interceptant els combois de subministraments dels croats. Atès que els croats de Terra Santa havien portat provisions per només tres dies i els pelegrins i mariners no n'havien portat cap, la situació aviat esdevingué crítica. Amb gran sort els soldats cristians trobaren gran quantitat de peix a Ain Tuba'un i així escaparen de morir de fam fins que un dels combois reeixí en travessar la línia enemiga.
Saladí es traslladà després cap al Mont Tabor, on volia preparar una emboscada, refiant que els croats el seguirien, però Guiu ordenà una retirada cap a La Fève. Durant aquest trasllat, l'exèrcit aiúbida tornà a assetjar els croats però no aconseguiren tallar-los el pas. Saladí, que també estava escàs de subministraments donà per acabada la campanya. En saber que saladí abandonava, Guiu es retirà cap a la seva base de Seforis.

## Conseqüències
En el context de la política a llarg termini de Guiu, va ser un èxit, ja que trencà els plans d'invasió de Saladí evitant que capturés cap castell i mantenint el seu exèrcit sense gaires baixes. Però com havia passat el 1182, els atacs dels sarraïns havien causat força mal als conreus i les viles. Guiu fou durament criticat per no entrar en batalla oberta quan estava en possessió d'un exèrcit tan nombrós. Altres, principalment els barons natius dels estats croats com Raimon III de Trípoli, estaven d'acord amb la seva prudència. Ho justificaven dient que l'exèrcit de Saladí estava posicionat en un terreny abrupte i que això havia fet impossible un atac per part de la cavalleria dels croats. Poc després d'aquesta batalla, Guiu perdé l'estatus de regent.
La següent vegada que Guy comandaria un gran exèrcit, tindria present les severes crítiques per evitar la batalla oberta el 1183. L'ocasió es tornà a presentar el 1187, en la batalla de les Banyes de Hattin.